# Teuchophorus cupreoobscurus
Teuchophorus cupreoobscurus är en tvåvingeart som beskrevs av Santos Abreu 1929. Teuchophorus cupreoobscurus ingår i släktet Teuchophorus och familjen styltflugor.
Artens utbredningsområde är Kanarieöarna. Inga underarter finns listade i Catalogue of Life.